# Tour de Lombardie 1949
Le Tour de Lombardie 1949 est la 43e édition de cette course cycliste. Il est remporté par Fausto Coppi, à Milan.
La course est l'une des épreuves comptant pour le Challenge Desgrange-Colombo.

## Déroulement de la course
Fausto Coppi s'échappe seul dans la montée du col de Ghisallo. Il accroit son avance durant les 40 kilomètres restant et s'impose à Milan avec près de trois minutes d'avance sur un groupe de douze coureurs. Ferdi Kübler prend la deuxième place.
Coppi obtient sa quatrième victoire consécutive sur cette course et égale ainsi le record d'Alfredo Binda, vainqueur de quatre éditions entre 1925 et 1931. Il bat le record de vitesse de la course en parcourant les 222 km à 38 km/h. Vainqueur cette saison de Milan-San Remo, du Tour d'Italie et du Tour de France, Coppi est le lauréat de la deuxième édition du Challenge Desgrange-Colombo.

## Classement final
| Pos. | Coureur          | Pays   | Équipe           | Temps              |
| ---- | ---------------- | ------ | ---------------- | ------------------ |
| 1    | Fausto Coppi     | Italie | Bianchi          | en 5 h 50 min 30 s |
| 2    | Ferdi Kübler     | Suisse | Bartali          | + 2 min 52 s       |
| 3    | Nedo Logli       | Italie | Logli            | + 2 min 52 s       |
| 4    | Fiorenzo Magni   | Italie | Wilier Triestina | + 2 min 52 s       |
| 5    | Antonio Covolo   | Italie |                  | + 2 min 52 s       |
| 6    | Giorgio Albani   | Italie |                  | + 2 min 52 s       |
| 7    | Giulio Bresci    | Italie |                  | + 2 min 52 s       |
| 8    | Pasquale Fornara | Italie |                  | + 2 min 52 s       |
| 9    | Antonin Rolland  | France |                  | + 2 min 52 s       |
| 10   | Giancarlo Astrua | Italie |                  | + 2 min 52 s       |